# ATR-X syndrome

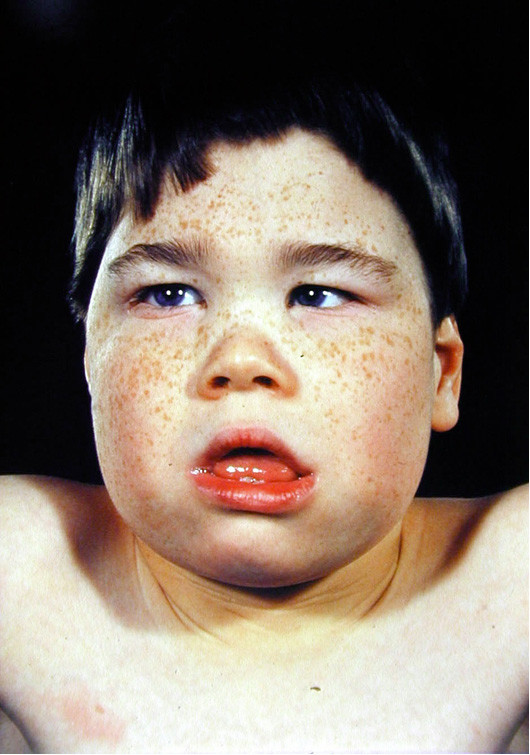
8-åring med symptom

ATR-X syndrome (Alpha-thalassemia mental retardation syndrome)  är ett tillstånd orsakat av muterad gen. Kvinnor med denna muterade gen har inga speciella tecken eller drag, men kan visa inaktivering av X-kromosom. Hemizygota män brukar vara måttligt Intellektuell funktionsnedsättning och ha fysiska kännetecken såsom mikrocefali (litet huvud), hypertelorism (stort mellanrum mellan ögonen), nedtryckt näsrygg och en utvrängd underläpp. 